# Okudaira Tadamasa
Okudaira Tadamasa est un nom japonais traditionnel ; le nom de famille (ou le nom d'école), Okudaira, précède donc le prénom (ou le nom d'artiste).
Okudaira Tadamasa (奥平 忠政, 1580-7 août 1614) est un daimyo japonais du début de l'époque d'Edo, fils du gendre de Tokugawa Ieyasu, Okudaira Nobumasa. En raison de ses racines familiales, il est autorisé à utiliser le nom des Matsudaira. Il est brièvement adopté pendant cinq ans par Suganuma Sadatoshi. À la mort de son père, Tadamasa lui succède comme gouverneur du domaine de Kanō.

## Source de la traduction
- (en) Cet article est partiellement ou en totalité issu de l’article de Wikipédia en anglais intitulé « Okudaira Tadamasa » (voir la liste des auteurs).